# Inre-Kroksjön
Inre-Kroksjön är en sjö i Vindelns kommun i Västerbotten och ingår i Umeälvens huvudavrinningsområde. Sjön har en area på 2,24 kvadratkilometer och ligger 213,3 meter över havet. Sjön ingår delvis i Tjäderberget Natura 2000-område.

## Delavrinningsområde
Inre-Kroksjön ingår i det delavrinningsområde (715431-165611) som SMHI kallar för Utloppet av Inre Kroksjön. Medelhöjden är 240 meter över havet och ytan är 8,51 kvadratkilometer. Det finns ett avrinningsområde uppströms, och räknas det in blir den ackumulerade arean 10,63 kvadratkilometer. Vattendraget som avvattnar avrinningsområdet har biflödesordning 4, vilket innebär att vattnet flödar genom totalt 4 vattendrag innan det når havet efter 138 kilometer. Avrinningsområdet består mestadels av skog (68 procent). Avrinningsområdet har 2,23 kvadratkilometer vattenytor vilket ger det en sjöprocent på 26,2 procent.